# クアラントット (人形メーカー)
クアラントット株式会社は、神奈川県横浜市港北区にある企業。ドール（人形）ブランドの「ANGEL PHILIA」で知られる。

## 概要
神奈川県横浜市港北区綱島西2丁目5番30-310号に本拠を置く。
2014年に発足。オリジナルのドール関連商品の企画、製造、販売を手がける。
代表者は柳沢年尚。ホビー商品のメーカー出身で、株式会社ARCADIAの副社長を務めた。「ANGEL PHILIA」の登録商標（登録5968863）の権利者でもある。
2013年、ARCADIAから「ANGEL PHILIA」初のフルセットモデル「ANGEL PHILIA MONA」、「LIZA」を発売。ボディはオビツ製作所、衣装はアゾンインターナショナルが製作を担当した。また、初のキャラクタードールとして、ニトロプラスとコラボレーションした「すーぱーそに子ドール ベビードールver.」を発売。2014年6月29日のイベントでは、「バットマン」シリーズの映画である「ダークナイト ライジング」とコラボレーションした「ANGEL PHILIA CATWOMAN DOLL」を披露。2015年2月1日、ANGEL PHILIA公式ホームページがクアラントットのホームページ内に移行した。
「ANGEL PHILIA」の女性ドールモデルは、他社のものと比べて肉感的で、セクシーさが際立つデザインとなっている。これは娘や妹としてではなく、「彼女」という位置づけでオーナーに迎えられるよう意図したものである。